# 古尔马特卡尔
古尔马特卡尔（Gurmatkal），是印度卡纳塔克邦Gulbarga县的一个城镇。总人口16927（2001年）。

## 人口
该地2001年总人口16927人，其中男性8415人，女性8512人；0—6岁人口2560人，其中男1233人，女1327人；识字率49.79%，其中男性为59.68%，女性为40.01%。